# James DeGale
James DeGale, född 3 februari 1986 i Nottingham, Nottinghamshire, är en brittisk boxare som tog OS-guld i mellanviktsboxning 2008 i Peking. DeGale har två silvermedaljer från amatör-EM i boxning, år 2007 i Dublin och 2008 i Cetniewo.

## Meriter

### Olympiska meriter

#### Olympiska sommarspelen 2008
- Huvudartikel: Boxning vid olympiska sommarspelen 2008

| Tävlande     | Viktklass  | Sextondelsfinal      | Åttondelsfinal       | Kvartsfinal          | Semifinal               | Final                 |  |
| Tävlande     | Viktklass  | Motståndare Resultat | Motståndare Resultat | Motståndare Resultat | Motståndare Resultat    | Motståndare Resultat  |  |
| ------------ | ---------- | -------------------- | -------------------- | -------------------- | ----------------------- | --------------------- |  |
| James DeGale | Mellanvikt | Hikal (EGY) W 13–4   | Estrada (USA) W 11–5 | Artajev (KAZ) W 8–3  | Sutherland (IRL) W 10–3 | Bayeaux (CUB) W 16–14 |  |